# Xavier Monsalvatje Iglésias
Xavier Monsalvatje Iglésias (Olot, 19 de gener de 1881 - Girona, 26 de febrer de 1921) fou un escriptor, pintor, mecenes, melòman i una figura cabdal del modernisme i noucentisme gironins.
Establert a Girona des de petit, amb el trasllat d'una família de banquers el 1896, més endavant va ser un dels descobridors i protectors de l'escultor Fidel Aguilar, així com amic de Prudenci Bertrana, Miquel de Palol, Carles Rahola i Rafael Masó. Va dinamitzar la societat gironina de l'època amb projectes com la societat Athenea. Fou també regidor de l'Ajuntament de Girona per la Lliga.
El 16 de gener de 1910 es casà a Girona amb Mercè Bassols i Bassols. El seu fill fou el compositor Xavier Montsalvatge Bassols.
La seva obra literària és conformada de narracions d'un marcat to decadentista, que va abandonar posteriorment per acostar-se a un noucentisme de caràcter franciscà i amable. Feu també algunes incursions dins el periodisme.

## Obres
- Ombres (1906)
- Terra de gestes i de beutat. Girona, conjuntament amb Joaquim Pla Dalmau (1917)
- L'Anell triangular de la deessa (1920)
- Proses del viure a Solius (1921). Reeditada el 2017 per l'Ajuntament de Santa Cristina d'Aro en edició facsímil, en motiu dels cinquanta anys del monestir de Solius i els cent anys de l'estada de l'escriptor a Solius (ISBN 978-84-697-3170-3)